# دين كولز
دين كولز (بالإنجليزية: Dane Coles)‏ هو لاعب اتحاد الرغبي نيوزيلندي، ولد في 10 ديسمبر 1986 في Paraparaumu ‏ في نيوزيلندا.

## وصلات خارجية
- دين كولز عل موقع إسبنسكروم (الإنجليزية)
- دين كولز على موقع ItsRugby.co.uk (الإنجليزية)